# Aagot Normann
Aagot Normann (ur. 29 lipca 1892 w Bergen, zm. 22 lutego 1979 tamże) – norweska pływaczka z początku XX wieku, uczestniczka igrzysk olimpijskich. 
Podczas V Letnich Igrzysk Olimpijskich w Sztokholmie w 1912 roku, Norman wystartowała w jednej konkurencji pływackiej. Na dystansie 100 metrów stylem dowolnym wystartowała w pierwszym wyścigu eliminacyjnym, którego nie ukończyła i w ten sposób odpadła z dalszej rywalizacji.
Norman reprezentowała barwy klubu Damenes Svømmeklub.